# Les Identitaires

Logo

Le Bloc identitaire – Le mouvement social européen („Identitärer Block – Die Europäische Sozialbewegung“, BI) ist ein Zusammenschluss regionaler Gruppen in Frankreich und benachbarten frankophonen Regionen wie der Romandie und der Wallonie, der versucht, sich als politische Bewegung darzustellen, und allgemein der „Neuen Rechten“ zugeordnet wird. Er wurde de facto mit der Jugendorganisation Jeunesses identitaires im September 2002 von Mitgliedern der Vorgängerorganisation Unité radicale (UR) gegründet, die wegen des Mordversuchs eines ihrer Mitglieder auf den damaligen Präsidenten Jacques Chirac am Nationalfeiertag 2002 verboten wurde. Am 6. April 2003 folgte die offizielle Gründung als „Bloc identitaire“. Das Logo des „Bloc identitaire“ zeigt ein stilisiertes Wildschwein. Der aktuelle Vorsitzende ist Fabrice Robert.

## Ideologie
Der BI, der generell als rechtsextrem oder neofaschistisch eingestuft wird, vertritt keinen klassischen Nationalismus, sondern einen neurechten Bioregionalismus und europäischen Föderalismus. Die Identitären vertreten ethnopluralistische Ideen und behaupten, eine „europäische Identität“ gegen kulturelle „Überfremdung“ etwa durch muslimische Einwanderung zu verteidigen. Ihr Konzept eines identitären Dreiklangs aus „Regionalismus, Nationalismus und Europäismus“ wird europaweit von rassistischen und kulturrassistischen Gruppen als Vorbild einer aktionsorientierten antimuslimischen Rechten genommen, die sich selbst als „Identitäre Bewegung“ bezeichnet.

## Organisation
Der Bloc identiaire besteht aus zahlreichen regionalen Unterorganisationen wie etwa Nissa Rebela in Nizza oder Alsace d’abord. Er grenzt sich gegenüber Antisemitismus und Antizionismus ab und richtet sich vor allem gegen eine angebliche „Islamisierung“ Europas und einen behaupteten „zersetzenden Charakter des Multikulturalismus“. Der BI zählt etwa 2000 Anhänger.

### Convention identitaire
Im November 2007 wurde vom Bloc identitaire in Beaune erstmals eine sogenannte Convention identitaire veranstaltet. Auf dem Treffen sollte auch die europäische Dimension der Bewegung diskutiert werden.
Die nächste Zusammenkunft fand 2009 im südfranzösischen Orange statt, an der unter anderem auch der Schweizer SVP-Politiker Dominique Baettig und der österreichische FPÖ-Politiker und EU-Parlamentarier Andreas Mölzer teilnahmen.
Der letzte Konvent, der am ersten Novemberwochenende 2012 in Orange stattfand, bot etwa 500 Teilnehmer auf, darunter auch Gäste der italienischen Lega Nord und der Neuen Rechten aus Deutschland und Österreich.

### Génération Identitaire
Anfang Oktober 2012 erklärte der Jugendzusammenschluss „Génération Identitaire“ der angeblich von der 68er-Bewegung geprägten multikulturellen Gesellschaft in der verfilmten „Déclaration de guerre – Génération Identitaire“ den Krieg. Nachdem die Polizei am 20. Oktober 2012 eine sechsstündige Besetzung eines Moscheedachs im westfranzösischen Poitiers durch 60 bis 80 Mitglieder der Jugendorganisation beendete und drei Personen wegen Anstachelung zum Rassenhass und Sachbeschädigung festnahm und Premierminister Jean-Marc Ayrault und Innenminister Manuel Valls die Aktion verurteilten, prüfte die französische Regierung den juristischen Bestand eines geplanten Verbots des Jugendzusammenschlusses des Bloc identiaire. Das drohende Verbot für die „Génération Identitaire“ wegen ihrer Aktion wurde „aufgrund juristischer Probleme“ von der Regierung später verworfen.
Um den öffentlichen Diskurs zu Gunsten ihrer Anschauung zu beeinflussen, beteiligte sich Génération Identitaire wiederholt an Aktionen, bei denen Flüchtlingen vom Erreichen Europas bzw. Frankreichs abgehalten werden sollten. So sammelten sie 50.000 Euro für die Aktion „Defend Europe“ 2017. Im April 2018 errichteten sie eine Barrikade auf einem Alpenpass an der italienisch-französischen Grenze und entrollten Banner mit Parolen.
Im Dezember 2018 veröffentlichte Al Jazeera eine Reportage über Génération Identitaire. Durch einen Mitarbeiter, der als vorgeblicher Sympathisant Zugang zu einem Treffpunkt der Gruppe in Lille bekommen hatte, wurden Mitglieder der Gruppe mit versteckter Kamera dabei gefilmt, wie sie sich brüsteten, Moslems verprügelt zu haben, den Hitlergruß machten und rassistische Aussagen tätigten. Auch ein Angriff auf eine offenbar arabischstämmige Frau wurde gefilmt. Außerdem konnten zahlreiche persönliche Kontakte der Gruppe zu hochrangigen Mitarbeitern und Beratern der rechten Partei Rassemblement National nachgewiesen werden.
Im Februar 2021 initiierte der französische Innenminister Gérald Darmanin ein Verfahren zur Auflösung der Génération Identitaire. Auslöser dafür war Aktionen unter dem Motto „Defend Europe“, bei denen Flüchtlinge in den Pyrenäen und den Alpen am Grenzübertritt behindert wurden. In der Sache ermittelte auch die französische Justiz wegen „Aufrufs zum Rassenhass“. Am 3. März 2021 erfolgte, nach einem Beschluss des Kabinetts, schließlich die Auflösung der Gruppierung.